# Die Weber von Bankdam
Die Weber von Bankdam (Originaltitel: Master of Bankdam) ist ein britisches Filmdrama von Regisseur Walter Forde aus dem Jahr 1947 mit Anne Crawford, Dennis Price und Tom Walls in den Hauptrollen. Der Film wurde von der Holbein Films für die Rank Organisation nach dem Roman The Crowthers of Bankdam von Thomas Armstrong produziert.

## Handlung
Die kleine Stadt Ramsfield in der Grafschaft Yorkshire um 1860: Innerhalb von nur drei Generationen wächst in der Crowther Familie die kleinste örtliche Weberei zu einem der wohlhabendsten Unternehmen der Stadt heran. Doch der Kapitalismus nach Manchester-Art zeigt letztendlich seine hässliche Fratze. Gier und Größenwahn treiben den Familienbetrieb an den Rand des Ruins. Die Existenz aller steht auf dem Spiel.
Die Gebrüder Zebediah und Joshua Crowther, zwei völlig gegensätzliche Charaktere kämpfen nun, nach dem Niedergang des einstmals prosperierenden Unternehmens, mit ihrem Vater um die Vorherrschaft des erzkonservativ geführten Betriebes im Viktorianischen Zeitalter. Jeder der beiden so unterschiedlichen Brüder ringt um die absolute Macht, versucht die Kontrolle über den Familienbestand und das Erbe der Weberei Bankdam zu übernehmen. Der Krieg wird verbissen und mit allen Mitteln geführt. Als Joshua am Ende bei einem Unfall in der Manufaktur stirbt, vertraut Zebediah der selbst todkrank ist, das Erbe von Bankdam nicht seinem eigenen Sohn, sondern Joshuas Sohn Simeon an, der nach seiner festen Überzeugung als neuer Herr von Bankdam das Familienunternehmen wieder zu alter Blüte führen wird.

## Kritiken
„Zwei ungleiche Söhne eines Webereiunternehmers in Yorkshire kämpfen Mitte des 19. Jahrhunderts um den Bestand von Familie und Erbe. Gutes britisches Unterhaltungskino mit überzeugender Charakterzeichnung.“

## Produktionsnotizen
Die musikalische Leitung hatte Muir Mathieson. Tonmeister war Tommy Meyers. Die Bauten stammen von George Paterson. Gerry Fletcher zeichnete als Maskenbildner verantwortlich. Für die Spezialeffekte sorgte Jack Whitehead. Die Kostüme lieferte Doris Lee. Produktionsleiter war Michael F. Johnson. Drehort des Films waren die Nettlefold Studios, Walton-on-Thames, Surrey, in England.